# Azeitão (fromage)
L’azeitão, ou  queijo de Azeitão en portugais, est un fromage portugais, fabriqué dans la région d’Azeitão (Azeitão, Setubal) à environ 40 km à l’est de Lisbonne.
Depuis 1996, la dénomination Queijo de Azeitão est protégée par le label de qualité européen Appellation d'origine protégée AOP, en portugais DOP.

## Description
C’est un fromage lait de brebis à pâte molle à croûte lavée et coulante. La croûte est jaune clair et lisse, la pâte, de couleur crème est parsemée de petits trous minuscules. Son poids moyen est de 300 g et il a une forme cylindrique de 5 cm de haut.
Très légèrement piquant à la dégustation.

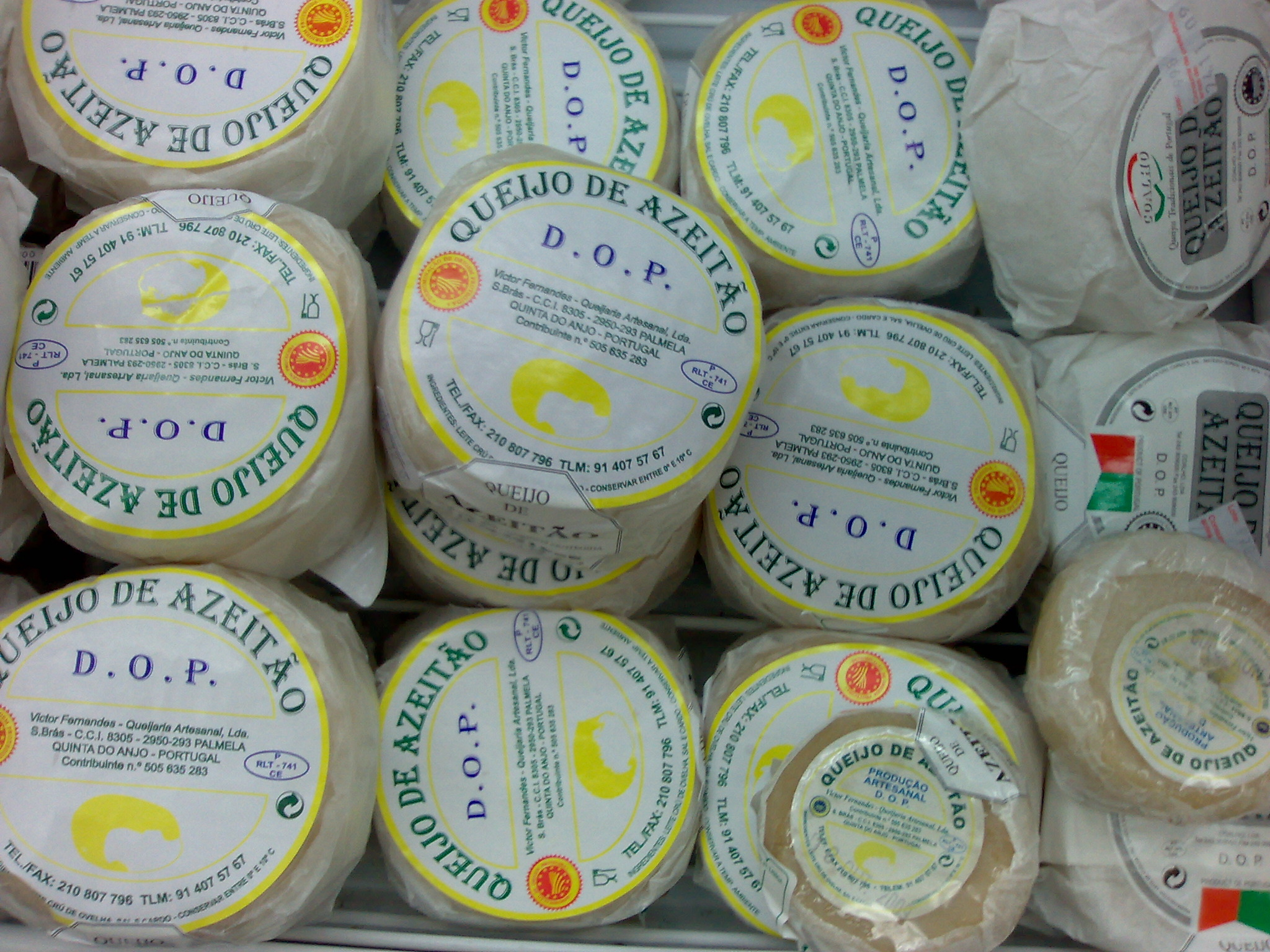
Fromages d'Azeitão.

## Sources
- Notice de la Commission européenne